# Distrito de Pukë
El distrito de Pukë (en albanés: Rrethi i Pukës) fue un distrito de Albania que existió hasta el año 2000 en el norte del país. Su capital era Pukë. Desde el año 2000, su territorio quedó integrado en el condado de Shkodër, junto con los distritos de Malësi e Madhe y Shkodër.

## Localización
Era uno de los 26 distritos del país en el mapa de 1959 y mantuvo su territorio intacto hasta la desaparición de los distritos en el año 2000. Comprendía los entonces municipios de Blerim, Iballë, Fierzë, Fushë-Arrëz, Qafë-Mali, Gjegjan, Pukë, Qelëz, Qerret y Rrapë. Desde 2015, los cinco primeros se agruparon en el municipio de Fushë-Arrëz y los otros cinco se agruparon en el municipio de Pukë.